# Асен Георгиев (партизанин)
Вижте пояснителната страница за други личности с името Асен Георгиев.
Асен Георгиев Илиев (Райко) е участник в комунистическото съпротивително движение по време на Втората световна война, български партизанин. Офицер от БНА, полковник

## Биография
Асен Георгиев е роден на 5 декември 1924 г. в с. Владиня, Ловешко. Учи в родното си село. Установява се в гр. Ловеч, където е работник в занаятчийска работилница. Приет и е деен член на РМС.
Участва в комунистическото съпротивително движение по време на Втората световна война. Арестуван от полицията за нелегална политическа дейност. За да избегне нов арест, преминава в нелегалност и е партизанин в Народна бойна дружина „Чавдар“ от 2 декември 1942 година. Участва в множество бойни акции, в прегрупирането, създаването и действията на Партизански отряд „Христо Кърпачев“. Приет за член на БРП (к).
След 9 септември 1944 г. е офицер в БНА. Завършва Военна академия в България. Военно звание, полковник. Автор на подробна, интересна и колоритна мемоарна книга озаглавена „Кой люби народа поробен“, Военно издателство, С., 1988.

## Памет
На Асен Георгиев е наречена улица в кварталите „Бояна“ и „Национален киноцентър“ в София (Карта).